# Comuna Horodnic de Jos, Suceava
Horodnic de Jos este o comună în județul Suceava, Bucovina, România, formată numai din satul de reședință cu același nume.

## Așezare
Satul Horodnic de Jos se află la întretăierea meridianului 25°48' longitudine estică cu paralelea 47° 47' latitudine nordică, la poalele muntelui Pietrosu din Obcina Mare, în valea dintre dealurile Colnic și Osoi.

## Demografie
Componența etnică a comunei Horodnic de Jos
     Români (94,98%)
     Alte etnii (0,13%)
     Necunoscută (4,88%)
Componența confesională a comunei Horodnic de Jos
     Ortodocși (87,66%)
     Creștini după evanghelie (2,53%)
     Penticostali (2,49%)
     Alte religii (1,86%)
     Necunoscută (5,46%)
Conform recensământului efectuat în 2021, populația comunei Horodnic de Jos se ridică la 2.253 de locuitori, în creștere față de recensământul anterior din 2011, când fuseseră înregistrați 2.003 locuitori. Majoritatea locuitorilor sunt români (94,98%), iar pentru 4,88% nu se cunoaște apartenența etnică. Din punct de vedere confesional, majoritatea locuitorilor sunt ortodocși (87,66%), cu minorități de creștini după evanghelie (2,53%) și penticostali (2,49%), iar pentru 5,46% nu se cunoaște apartenența confesională.

## Politică și administrație
Comuna Horodnic de Jos este administrată de un primar și un consiliu local compus din 11 consilieri. Primarul, Ionel Andrișan[*], de la Partidul Social Democrat, este în funcție din octombrie 2020. Începând cu alegerile locale din 2024, consiliul local are următoarea componență pe partide politice:
|  | Partid                    | Consilieri | Componența Consiliului | Componența Consiliului | Componența Consiliului | Componența Consiliului | Componența Consiliului | Componența Consiliului | Componența Consiliului | Componența Consiliului | Componența Consiliului |
|  | ------------------------- | ---------- | ---------------------- | ---------------------- | ---------------------- | ---------------------- | ---------------------- | ---------------------- | ---------------------- | ---------------------- | ---------------------- |
|  | Partidul Social Democrat  | 9          |                        |                        |                        |                        |                        |                        |                        |                        |                        |
|  | Partidul Național Liberal | 2          |                        |                        |                        |                        |                        |                        |                        |                        |                        |

## Recensământul din 1930
Componența etnică a comunei Horodnic de Jos
     Români (98,75%)
     Germani (1%)
     Altă etnie (0,25%)
Componența confesională a comunei Horodnic de Jos
     Ortodocși (98,85%)
     Romano-catolici (0,75%)
     Altă religie (0,4%)
Conform recensământului efectuat în 1930, populația comunei Horodnic de Jos se ridica la 2.786 locuitori. Majoritatea locuitorilor erau români (98,75%), cu o minoritate de germani (1,0%). Alte persoane s-au declarat: polonezi (1 persoană), armeni (6 persoane). Din punct de vedere confesional, majoritatea locuitorilor erau ortodocși (98,85%), dar existau și romano-catolici (0,75%). Alte persoane au declarat: greco-catolici (5 persoane), evanghelici\luterani (6 persoane), alte religii (1 persoană).

## Hidrografie
Rețeaua hidrografică a satului aparține în întregime râului Suceava, localitatea fiind traversată de două pâraie: Pozen și Horodnic.

## Istoric
Descoperirile arheologice atestă locuirea acestor locuri încă din anii 6000-2000 î.e.n. prin necropola tumulară din nord-estul satului. În mormintele găsite aici s-au descoperit oase și unelte de silex, ceramică.
Localitatea Horodnic de Jos este atestată documentar încă de la sfârșitul secolului al XIV-lea. În curțile marelui boier Petru Vrană din localitate a fost zidită prima mănăstire de maici din Moldova , care a dispărut pe la începutul secolului al XVIII-lea, amintirea ei fiind păstrată de cătunul Schit Călugărița.
La circa 150 metri de ruinele fostului Schit Călugărița, a fost construită în anul 1717 o biserică de lemn cu hramul Înălțarea Sfintei Cruci . Data construcției este menționată pe inscripția săpată pe ușa de la intrare.

## Personalități
- Ion G. Sbiera (1836 - 1916), folclorist și istoric literar, membru fondator al Academiei Române;
- Dimitrie Prelipcean (1927 - 1987), scriitor, ziarist;
- Mihai Burciu (n. 1985), jurnalist, manager sportiv;
- Mihăiță Vasile Țigănescu (n. 1998), canotor.

## Obiective turistice
- Biserica de lemn din Horodnic de Jos - monument istoric atestat în anul 1717; se află în cimitirul cătunului Schit Călugărița